# نهر بريمر
نهر بريمر

نهر بريمر بالإنجليزية (Bremer River): هو نهر موجود بكوينزلاند بأستراليا, أُكتشف 

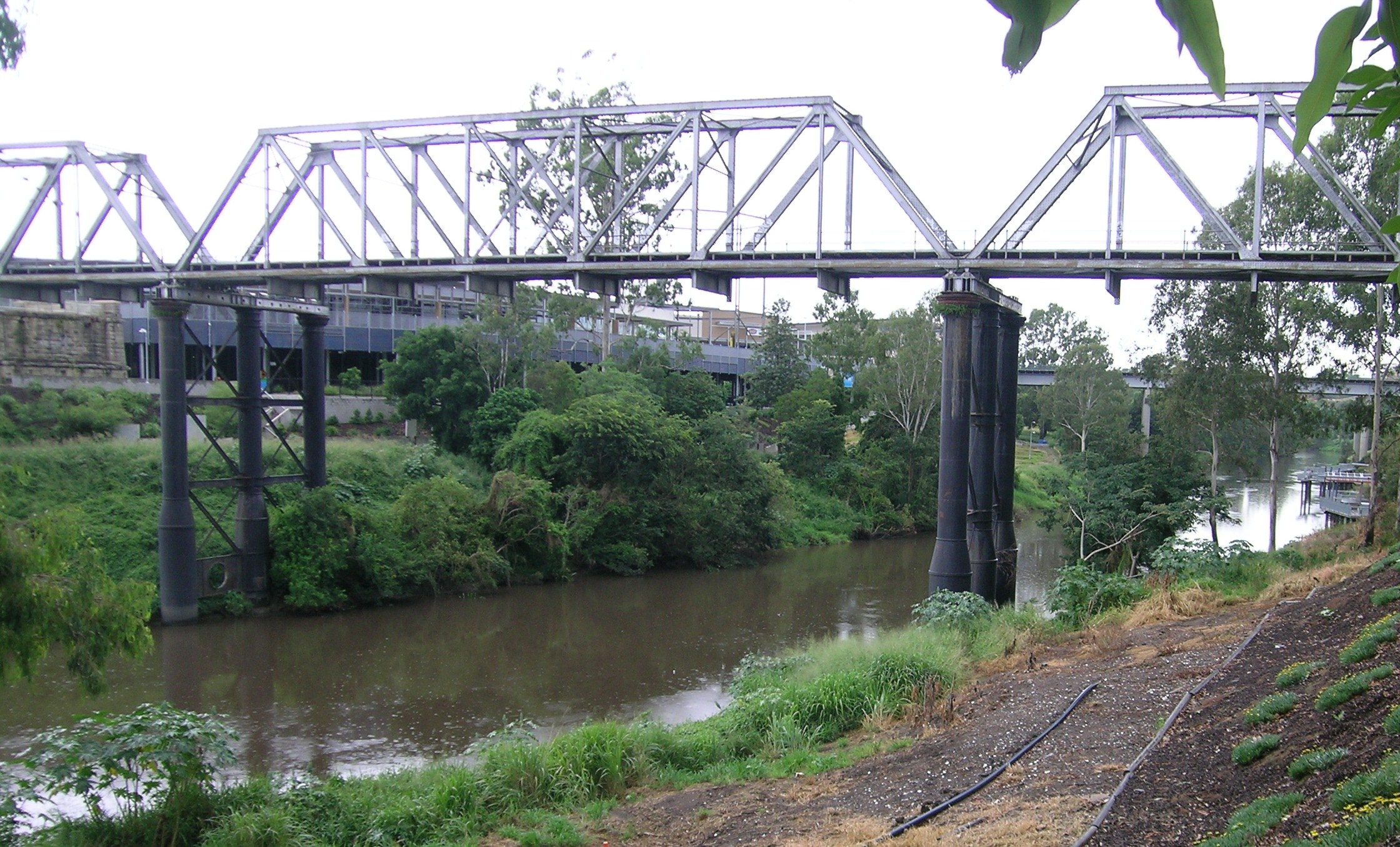
جسر يقطع نهر بريمرعام

 1824 من قبل جون أوكسلي John Oxleyوألان كننغهام Allan Cunningham, هذا النهر وتفرعاته يغطي تقرباً مساحة 2032 كم2, طوله يبلغ 100 كم, النهر ينبع من تلال ذات مناظر طبيعية خلابة, ويسير بالقرب من بلدة روزوود Rosewood .